# Листування Олександра Олеся
Листи О. Олеся – цінне джерело до вивчення його творчої спадщини, зокрема дослідження історій творення та видання збірок письменника, адже в листах часто обговорюються проблеми видання та розповсюдження книг. З листів дізнаємося про враження письменника від виданих творів та творчі плани на майбутнє.

## Епістолярна спадщина
Збереглося близько 462 листів до різних осіб, 88 які – невідомі адресати і 39 – установи, видавництва та організації. Автографи було передано 1993 року Людмилою Красовською з Братислави на опрацювання З. Ґеник-Березовській, син якої передав увесь архів  О. Олеся у Відділі рукописних фондів та текстології Інституту ім. Т. Г.  Шевченка НАН України, де й вони зберігаються. Частина передсмертних листів письменника до подружжя Левицьких зберігаються в архіві професора Миколи Мушинки в Пряшеві.

## Мова листів
- Українська.
- Російська.
- Чеська.

## Основні адресати
Віра Кандиба, син Олег Ольжич, Олександра Грищенко (мати), сестри Марія і Ганна, друзі Юрій Тищенко-Сірий, Володимир Приходько, Петро Скачков, родина Красковських, Терлецьких та Левицьких, подружжя Мірних, Василь Королів-Старий, Михайло Грушевський, Павло Христюк, Андрій Жук, Віра Вовк, Євген Чикаленко, Христя Алчевська, Павло Грабовський, Микола Сумцов, Андрій Ніковський, Микола Чернявський, Володимир Самійленко,  Микола Садовський, Микита Шаповал, Людмила Старицька, Володимир Винниченко, Марія Заньковецька, Олександр Коваленко. 

## Наукові студії
Наталя Лисенко, Людмила Базиль, Оксана Василюк, Юлія Горбач, Ігор Стамбол, Геннадій Петров, Володимир Макарчук, Михайлина Коцюбинська,  Володимир Власенко, Анна Ільків, Юрій Черченко.

## Цитати
- «Головне – переписати! Написати – «момент», але переписувати, покривати лаком – це таки нудна робота, і я місяцями і роками збираюсь за неї взятись».
- «Але я здебільшого пишу «на швидку руку» і не люблю взагалі «вигладжувати» свої вірші».
- «Найскладніше перечитувати свою писанину».
- «За мене не турбуйсь, краще подбай про своє здоров’є. …Я так боюсь за тебе. Віруся! Послухай мене! Кинь все так, як є, дай пришии ґудзик і приїзди. Це так добре вплине на мій настрій, що видужання піде скорим темпом.
- Хотів би я тебе обійняти…»
- «Вибачте ласкаво, але хоч убийте, - не можу Вас пригадати. Більше того: коли б я Вас тепер зустрів на вулиці, не ручусь, що зразу пізнав би Вас, хоч пам’ять (лише на обличчя) мав і маю досить добру. Але поможіть мені: згадайте - по скільки пив ми тоді випили?»
- «Пам’ятай, що без тебе я не видужаю, а ти без мене не зацвітеш трояндою або мальвою».
- «Утіха моя - це Віруся. Скільки в неї енергії!!! Здається, в неї оселилися всі... чорти! Варить, смажить, підмітає, підкидає угілля, пере білизну, учить 45 душ по-французськи і все це в один і той же час. І ніжності, материнської любові в ній море».
- «Мій творчий дух зараз в якійсь агонії».
- «Кинути в вірш пару молотків, гайок, залити все це бетоном, прикрутити пропелера і пустити вірш по світу - це ще не значить заглянути в душу пролетарія і щось їй сказати».